# Anse Boileau

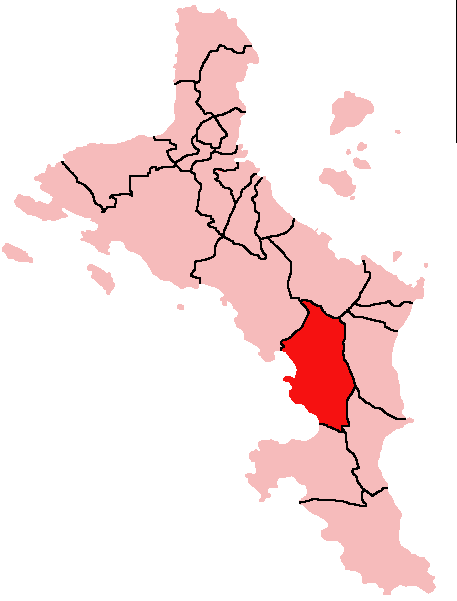
Distriktets läge.

Distriktet Anse Boileau är ett av Seychellernas 26  distrikt.

## Geografi
Distriktet har en yta på cirka 11,2 km² med cirka 3 900 invånare. Befolkningstätheten är 348 invånare / km².
Anse Boileau ligger i regionen Västra Mahé (West Mahé).

## Förvaltning
Distriktet förvaltas av en district administrator och ISO 3166-2 koden är "SC-02". Huvudorten är Anse Boileau.
Sedan 1994 lyder varje distrikt under "Local Government" som är en enhet av departementet Ministry of Local Government, Youth and Sport. Distriktens roll är att främja tillgång av offentliga tjänster på lokal nivå.
Distriktets valspråk är: "Striving together for prosperity" (Sträva tillsammans för välstånd).